# Xarixaba
Los xarixaba fueron una comunidad indígena que existía en el siglo XVI en los llanos de Chiriquí, al este de la punta de Burica, en territorios entonces pertenecientes a la provincia de Costa Rica y que hoy pertenecen a la provincia de Chiriquí, República de Panamá. Su rey se llamaba Charirabra.
En el ilegal reparto de encomiendas efectuado en 1569 por el gobernador de Costa Rica Pero Afán de Ribera y Gómez, le correspondió al conquistador Cristóbal de Alfaro "el pueblo de Xarixaba, con sus barrios y estancias, caciques y principales". En marzo de 1571, al fundar la ciudad de Nombre de Jesús en las vegas del río Grande de Térraba, Afán de Ribera incluyó dentro de su jurisdicción a Xarixaba y otros pueblos, "hasta donde lleguen límites de esta Gobernación". Sin embargo, la ciudad fue abandonada a principios de 1572 y eso hizo que Xarixaba permaneciese al margen de la autoridad de la Corona y que la encomienda concedida a Alfaro no llegase a hacerse efectiva. Posteriormente, debido a la fundación y desarrollo de las poblaciones de David y Alanje, la región donde se hallaba Xarixaba quedó en la jurisdicción de las autoridades de la Provincia de Veragua.